# تن‌های ناوچه
تن‌های ناوچه (نام علمی: Auxis) نام یک سرده از تبار ماهی تن است.